# Griechische Sprachfrage
Als griechische Sprachfrage (griechisch γλωσσικό ζήτημα glossiko zitima (n. sg.), Kurzform το γλωσσικό to glossiko (n. sg.)), auch [neu]griechische Sprachenfrage oder [neu]griechischer Sprachenstreit, wird die Auseinandersetzung um die Frage bezeichnet, ob die neugriechische Volkssprache (Dimotiki) oder die antikisierende Hochsprache (Katharevousa) offizielle Sprache der griechischen Nation sein solle. Sie wurde im 19. und 20. Jahrhundert ausgetragen und 1976 zugunsten der Volkssprache entschieden, die seitdem Amtssprache in Griechenland ist.

## Überblick
Der Begriff der Sprachfrage wurde im 19. Jahrhundert in Analogie zur orientalischen Frage geschaffen. Während diese das bestimmende außenpolitische Thema Griechenlands im 19. und frühen 20. Jahrhundert war, bezeichnet die Sprachfrage die große innenpolitische Herausforderung des griechischen Staates über viele Jahrzehnte hinweg. Die grundsätzliche Divergenz zwischen zwei voneinander unabhängigen Varietäten in der griechischen Sprache existierte schon seit dem ersten vorchristlichen Jahrhundert. Brisant wurde das auch als griechische Diglossie bekannte Phänomen jedoch erst mit der neugriechischen Aufklärung in den letzten Jahrzehnten des 18. Jahrhunderts, als mit dem Erwachen des neugriechischen Nationalbewusstseins Identitätsfragen und die geistige Wegbereitung der Staatsgründung einhergingen. Der griechische Sprachstreit erstreckte sich über einen Zeitraum von etwa 185 Jahren (vom Ende des 18. Jahrhunderts bis 1976) und prägte die Literatur, das Bildungswesen und das alltägliche öffentliche Leben in Griechenland entscheidend. Es handelt sich dabei nicht um eine rein akademische Debatte, sondern um eine teils ideologisch motivierte und oftmals erbittert geführte Auseinandersetzung, deren Auswirkungen die meisten Griechen direkt betrafen und die an ihrem Kulminationspunkt Todesopfer forderte.

## Dimotiki und Katharevousa
Die Begriffe Dimotiki (Volkssprache) und Katharevousa (Reinsprache) sind in einzelnen Schriften (Kodrikas 1818 beziehungsweise Theotokis 1797) schon zu Beginn der Sprachfrage nachzuweisen, erfuhren jedoch erst gegen Ende des 19. Jahrhunderts weitere Verbreitung; davor war eher von archéa (αρχαία, der „alten“, das heißt der am Altgriechischen orientierten) und kathomiluméni (καθομιλουμένη, der „gesprochenen“ Sprache) die Rede. Hinter den Termini „Dimotiki“ und „Katharevousa“ stehen nicht zwei klar definierte und standardisierte Komplementärsprachen, sondern ein breites Spektrum von Sprachvarianten, die sich mehr oder weniger stark an der gesprochenen Volkssprache oder dem Altgriechischen orientierten und je nachdem einer der beiden Parteien grob zugerechnet wurden.
In den ersten Dekaden des Sprachstreits bezeichnete der Begriff Katharevousa eine bestimmte, von Adamantios Korais entwickelte Form der Hochsprache; in späteren Phasen der Auseinandersetzung und noch heute wird er dagegen pauschal für nahezu alle Sprachvarianten gebraucht, die nicht auf der gesprochenen Sprache basierten, sondern sich mehr oder weniger stark ans Altgriechische anlehnten. Einzelne Persönlichkeiten, die zur Sprachfrage Stellung bezogen, forderten sogar die Abschaffung der Katharevousa, da diese ihnen nicht hochsprachlich genug sei, und stattdessen die Wiederbelebung der reinen attischen Sprache – dies zeigt, dass Hochsprache und Katharevousa nicht immer synonyme Bezeichnungen sind. Aus wissenschaftlicher Sicht ist es daher für die Zeit ab etwa 1835 zweckmäßig, den Terminus Hochsprache dem der Katharevousa vorzuziehen.

## Der linguistische Hintergrund des Problems
Während die Dimotiki die natürliche Muttersprache der Griechen war, stellte die Katharevousa eine künstliche Hochsprache dar, die zwar neugriechisch ausgesprochen wurde, sich jedoch grammatikalisch wie lexikalisch ans Altgriechische anlehnte und zahlreiche sprachliche Phänomene wieder einzuführen suchte, die die Volkssprache im Laufe der Zeit verloren hatte. Dazu zählen:
- morphologische Phänomene: Die Katharevousa enthielt in ihrer strengen Form unter anderem noch den altgriechischen Dativ, zahlreiche Partizipien und mehrere zusätzliche Zeitstufen und Konjugationsschemata bei den Verben.
- phonologische Phänomene: Die Katharevousa enthielt – da an das Altgriechische angelehnt, wiewohl neugriechisch ausgesprochen – einige nur schwer artikulierbare Buchstabenkombinationen, die dem neugriechischen Lautsystem ursprünglich fremd waren, so beispielsweise φθ [fθ], σθ [sθ], ρθρ [rθr], ευδ [ɛvð].
- syntaktische Phänomene: Während die Volkssprache zumeist aus einfach konstruierten Sätzen bestand, wurde in der Katharevousa oft die altgriechische Syntax bemüht, um möglichst gelehrt wirkende, also lange und komplexe Sätze zu bilden.
- lexikalische Phänomene: Die Vertreter der Hochsprache verwarfen zahlreiche volkstümliche griechische Wörter sowie Fremdwörter, die das Neugriechische im Laufe der Jahrhunderte von anderen Sprachen, hauptsächlich dem Lateinischen, Venezianischen und Türkischen übernommen hatte, und ersetzten sie entweder durch altgriechische Wörter (zum Beispiel ἰχθύς ichthys oder ὀψάριον opsarion statt ψάρι psari – Fisch) oder durch Neologismen (siehe unten).

In der Gesamtheit bewirkten diese Unterschiede, dass die Katharevousa für den durchschnittlichen Griechen ohne höhere Bildung nicht oder nur teilweise verständlich war.

## Textbeispiele

### Beispiel zur Veranschaulichung der Diglossie
Für jemanden, der selbst keine Griechischkenntnisse besitzt und in dessen Muttersprache (zum Beispiel Deutsch) es kein mit der griechischen Diglossie vergleichbares Phänomen gibt, ist es schwer, die Hintergründe des griechischen Sprachstreits nachzuvollziehen. Denn es handelt sich hierbei um die Koexistenz zweier – im extremen Fall – grundverschiedener Sprachformen, die über das in jeder Sprache existente stilistische Gefälle zwischen geschriebener und gesprochener Sprache weit hinausgeht. Dennoch soll hier der Versuch unternommen werden, einen kurzen, stark hochsprachlichen Text und dessen Übertragung ins volkstümliche Neugriechisch in zweierlei Form im Deutschen wiederzugeben: Einmal in einer konstruierten, extrem gelehrten Hochsprache (als Pendant zur extremen Katharevousa), und einmal in einfachem, gesprochenem Deutsch (als Pendant zur Dimotiki). Es handelt sich dabei um den schriftlichen Neujahrsglückwunsch eines Kindes an seine Eltern:
| - Stark antikisierende griechische Hochsprache: «Πότνιοι γεννήτορες! ᾿Επὶ τῇ πρώτῃ τοῦ ἐνιαυτοῦ, ἀνάπλεως συγκινήσεως κι’ εὐγνωμοσύνης, ἀνθ’ ὧν πολλά τε μὲ ἠγαπήσατε, πολλά τε δ’ εὐ ἐποιήσατε, ἐπεύχομαι ὑμῖν ὑγείαν, εὐτυχίαν καὶ πᾶν τὸ καταθύμιον. ῎Ερρωσθε, ὁ ἐσαεὶ εὐγνώμων υἱός.» Auf Griechisch gesprochenⓘ - Sehr gehobenes und altertümliches Deutsch: „Hochverehrte Frau Mutter, hochverehrter Herr Vater! Anlässlich des ersten Tages in diesem neuen Jahre des Herrn, und eingedenk Ihrer unerschöpflichen Liebe mir gegenüber sowie Ihrer zahllosen guten Thaten, wünsche ich itzo, als schwächlichen Abglanz meiner Rührung und Dankbarkeit, Ihnen Wohlfahrt, Glück und alles erquicklich Opportune. So wallet ewiglich in Wohlergehen, Ihr auf immer dankbarer Herr Sohn.“ | - Neugriechische Volkssprache (Dimotiki): «Αγαπημένοι μου μαμά και μπαμπά, με την ευκαιρία της πρωτοχρονιάς θα ήθελα να σας πω ότι είμαι πολύ ευτυχισμένος κι ευγνώμων που μ’ αγαπάτε τόσο πολύ και με φροντίζετε τόσο! Σας εύχομαι υγεία, ο,τι το καλύτερο και να είστε πάντα καλά και ευτυχισμένοι! Με αγάπη, ο γιός σας.» Auf Griechisch gesprochenⓘ - Einfaches Deutsch: „Liebe Mutti, lieber Vati, zum neuen Jahr möchte ich euch sagen, dass ich sehr froh und dankbar bin, dass ihr mich so liebhabt und mir so viel Gutes tut! Ich wünsche euch Gesundheit, Glück und alles, was ihr euch wünscht. In Liebe, euer Sohn.“ |

### Zwei Texte von griechischen Schriftstellern
«Καὶ ὑμεῖς, ὦ ἂριστοι, ἐξ ὧν ὑμῖν ἐχαρίσατο, οὐχὶ διά τινος εὐτυχοῦς διορύξεως ὁ Ἑρμῆς ὁ τυχαῖος καὶ ἄλογος, ἀλλὰ διὰ τῆς ἐχέφρονος καὶ ἐπιμελοῦς καὶ ἐπιπόνου ἐμπορικῆς πραγματείας, ὁ Ἑρμῆς ὁ μετὰ τιμιότητος…»

«Καθαρέβουσα γιὰ ποιὸ λόγο λὲν τὴ γλῶσσα τους οἱ δασκάλοι; Γιατὶ ὅλα τὰ κάμνει ἄσπρα σὰν τὸ χιόνι, παστρικὰ σὰν τὸ νερὸ.»

## Historische Entwicklung

### Frühe Entstehung der Diglossie
Bereits im ersten Jahrhundert vor Christus zeichnete sich im griechischsprachigen Raum die Entstehung zweier unterschiedlicher Schreibstile ab: Während auf der einen Seite die alexandrinische Koine die sich natürlich entwickelnde, volkstümliche griechische Muttersprache war, begannen manche Gelehrte, die sogenannten Attizisten, in ihren Schriften das attische Griechisch der klassischen Zeit nachzuahmen. Dieses wurde mit den zahlreichen Errungenschaften des 5. Jahrhunderts v. Chr. in Philosophie, Staatskunst und anderen Bereichen assoziiert und galt als edel, wohingegen die einfache Sprache des Volkes, die innerhalb weniger Jahrhunderte große phonetische, morphologische und syntaktische Änderungen durchgemacht hatte und sich bereits deutlich vom Altgriechischen (genauer vom attischen Dialekt des Altgriechischen) unterschied, in gelehrten Kreisen zunehmend als vulgär und nicht schriftwürdig empfunden wurde. Dies führte jedoch zunächst zu keinen Auseinandersetzungen, da die offizielle Sprache des Staates immer geregelt war und nicht angezweifelt wurde. Obwohl sich also das Auseinanderdriften von Volks- und Hochsprache zu einer dauerhaften Diglossie verhärtete, war dieser Zustand jahrhundertelang stillschweigend akzeptiert, da es allenfalls ein Problem des literarischen Ausdrucks gab, jedoch keine Beeinträchtigung des alltäglichen Lebens. Während die Volkssprache gesprochen und geschrieben wurde, beschränkte sich die am attischen Ideal orientierte Hochsprache auf den schriftlichen Gebrauch der wenigen Gelehrten.

### Die griechische Aufklärung

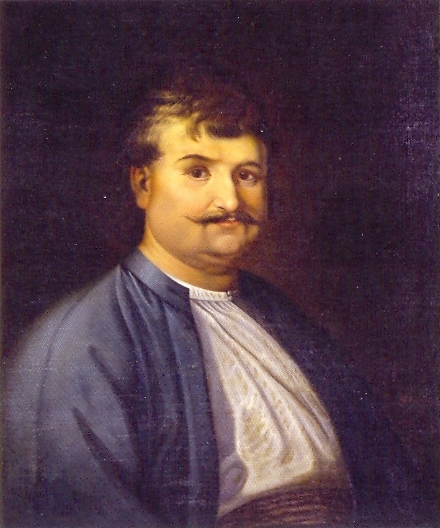
R. Velestinlis, wichtiger Wegbereiter der Revolution von 1821, schrieb in der Volkssprache.

Im 17. Jahrhundert wurden erstmals vereinzelte Stimmen laut, die die Koexistenz zweier unterschiedlicher griechischer Sprachvarietäten problematisierten und eine der beiden kritisierten. Ein tatsächlicher Diskurs setzte jedoch erst gegen Ende des 18. Jahrhunderts ein, als Eugenios Voulgaris (1716–1806), Lambros Photiadis, Stefanos Kommitas und Neofytos Dukas als Vertreter eines gelehrten Sprachstils, und Voulgaris’ Schüler Iosipos Moisiodax (1725–1800) und Dimitrios Katartzis (ca. 1725–1807) als Befürworter einer einfacheren Sprache ihre Ansichten vertraten. Auch Rigas Velestinlis (1757–1798), Athanasios Psalidas (1767–1829) sowie die Dichter Ioannis Vilaras (1771–1823) und Athanasios Christopoulos (1772–1847) votierten für die Sprache des Volkes. Die griechischen Aufklärer machten sich in jener Zeit (1765–1820) grundsätzliche Gedanken über Abstammung und Identität des neugriechischen Volkes und sahen sich mit der praktischen Frage konfrontiert, in welcher Sprache die Aufklärung der Nation vonstattengehen könne oder müsse. Längerfristig liefen diese Gedanken auf die Überlegung hinaus, welche die einheitliche Sprache des noch zu gründenden neugriechischen Staates sein solle.

### Korais und die ersten heftigen Auseinandersetzungen

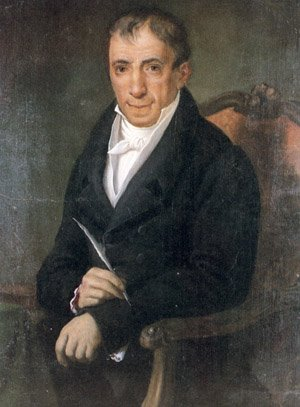
A. Korais beschritt einen Mittelweg zwischen Volks- und Hochsprache

„Wir schreiben für unsere griechischen Landsleute von heute, nicht für unsere toten Vorfahren.“

Den entscheidenden Einfluss auf die weitere Entwicklung übte Adamantios Korais (1748–1833) aus, der prinzipiell auf Seiten der Volkssprache stand, diese jedoch veredeln und von besonders „vulgären“ Elementen reinigen wollte. Korais, der in K. Kumas, N. Vamvas, Theoklitos Farmakidis und anderen eine Reihe von Mitstreitern hatte, glaubte auf diesem „Mittelweg“ (μέση οδός mési odhós, 1804) zwischen der rein volkstümlichen und der streng am altgriechischen Ideal orientierten Denkweise das Problem lösen zu können und ging als Erfinder der Katharevousa (wörtlich: die Reine [Sprache]) in die griechische Sprachgeschichte ein. Mit Panagiotis Kodrikas, einem extremen Vertreter der Hochsprache, lieferte sich Korais einen erbitterten Pamphletstreit, der einen ersten traurigen Höhepunkt in der griechischen Sprachfrage darstellte. Während Korais der Meinung war, Dichter und Philologen sollten die geistigen Führer und Erzieher der Nation werden, wollte Kodrikas die Machtelite in dieser Rolle sehen. Die Sprachfrage trug hier bereits deutliche außersprachliche, politische Züge, und in der Argumentation vieler Beteiligten zeigte sich ein Konnex von Sprachwissenschaft und Moral: Der Verfall der griechischen Kultur habe zu einer Barbarisierung von Denken und Sprache geführt; würde man nun die Sprache korrigieren, habe das automatisch eine Veredlung der Sitten zur Folge.

### Die neugriechische Staatsgründung
Nach mehrjährigem Unabhängigkeitskrieg erfolgte 1830 die neugriechische Staatsgründung; Hauptstadt war zunächst Nafplio, ab 1834 Athen. Als offizielle Sprache des Staates setzte sich die Katharevousa durch, da man die wenig prestigeträchtige, „ungeschliffene“ Volkssprache für nicht geeignet hielt, den Anforderungen eines modernen Staates gerecht zu werden; zudem sollte durch das Etablieren einer gelehrten Hochsprache an den Glanz vergangener Zeiten angeknüpft werden. Allerdings blieb eine offizielle Normierung und Standardisierung der Katharevousa aus, so dass auch archaistischere Varianten der Hochsprache weiterexistieren und sich allmählich gegenüber der gemäßigten Katharevousa eines Korais durchsetzen konnten.

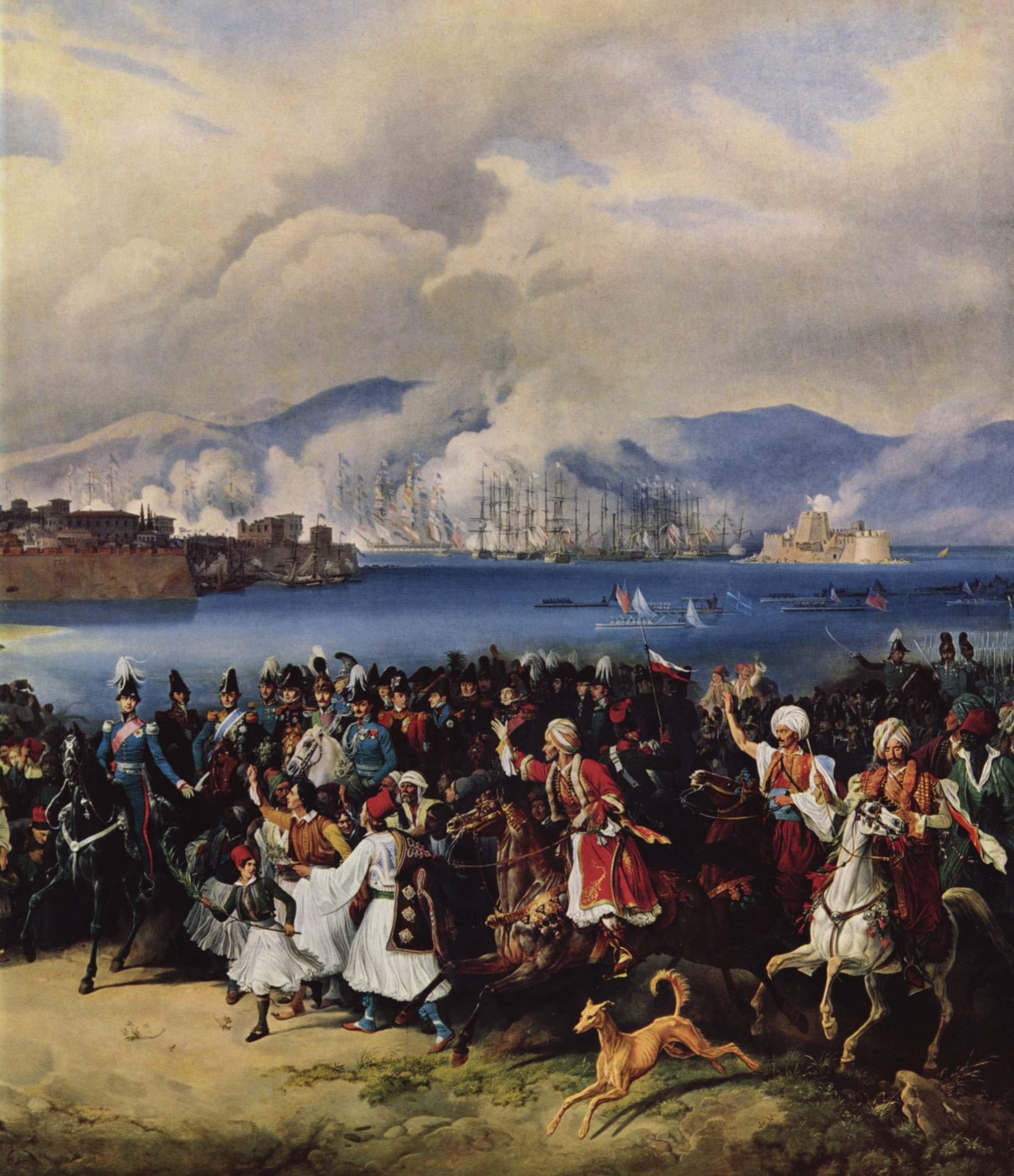
Der Bayer König Otto von Griechenland, hier beim Einzug in die Hauptstadt Nafplio, befürwortete die Hochsprache.

Somit wurde die sich zunehmend an die literarische Koine und das Attische anlehnende Hochsprache auf lange Zeit hin nicht nur als Amts-, sondern auch als Unterrichtssprache in Griechenland etabliert, was zur Folge hatte, dass sich Kinder in der Schule nicht mehr ungezwungen in ihrer Muttersprache äußern durften. Auch den Erwachsenen ohne höhere Bildung wurde die Kommunikation mit staatlichen Institutionen wie Ämtern oder Gerichten erschwert, da alle schriftlichen Anträge und Dokumente in der Hochsprache abgefasst zu sein hatten und somit nur von bezahlten Schreibern aufgesetzt werden konnten.

### Die Hochzeit der Hochsprache
Die hochsprachliche Bewegung verselbständigte und radikalisierte sich zunehmend, orientierte sich immer mehr an einem puristischen, rückwärtsgewandten attizistischen Ideal und prägte neben einer wachsenden religiösen Intoleranz und den Auseinandersetzungen über die Thesen Jakob Philipp Fallmerayers das geistige und gesellschaftliche Leben der 1850er-Jahre entscheidend.
Die Phanarioten, zu Zeiten des Osmanischen Reichs und des jungen griechischen Staates eine Art griechische Intelligenzija um das Patriarchat in Konstantinopel, waren eine Gruppe von konservativen, adeligen Gelehrten, die auf Seiten der antikisierenden Hochsprache standen und als Gegner der Volkssprache auftraten. Panagiotis Soutsos, der in einer zunehmend altertümlichen Hochsprache dichtete und zu einem der wichtigsten Vertreter der Athener Romantik wurde, entstammte wie sein Bruder Alexandros ebenfalls der phanariotischen Tradition und ging 1853 so weit, die Abschaffung der aus seiner Sicht zu wenig archaistischen Katharevousa zu fordern und die Wiederentstehung der reinen altgriechischen Sprache zu proklamieren.
Einen völlig anderen Weg beschritten volkssprachliche Dichter wie Athanasios Christopoulos (1772–1847) und Dionysios Solomos (1798–1857), die auf den bis 1864 nicht ins griechische Königreich integrierten ionischen Inseln lebten und schrieben und von der sprachlichen Archaisierung des Athener Geisteslebens nicht betroffen waren. Doch konnten sie nichts daran ändern, dass das halbe Jahrhundert nach der Staatsgründung, das Zeitalter der Athener Romantik, zur Hochzeit der Katharevousa wurde, in der die Sprachfrage nur wenig diskutiert wurde. Zahlreiche hochsprachliche Neologismen entstanden, welche die entsprechenden volkstümlichen Wörter ersetzen sollten, wie etwa γεώμηλον jeómilon (wörtlich: Erdapfel) statt πατάτα patáta (Kartoffel) oder ἀλεξιβρόχιον alexivróchion (wörtlich: Regenschirm) statt ομπρέλα ombréla (aus dem Italienischen übernommenes Wort für Regenschirm). Zahlreiche dieser Neologismen sind inzwischen wieder verschwunden, viele andere sind heutzutage jedoch unangezweifelter Bestandteil der neugriechischen Sprache, zum Beispiel ταχυδρομείο tachydromío (Post).
Die radikalsten Ausprägungen des attizistischen Archaismus sind zeitlich in den 1850er Jahren und noch einmal um 1880 bei Konstantinos Kontos einzuordnen. Erst im letzten Viertel des 19. Jahrhunderts konnte die Volkssprache einen leichten Prestigegewinn verzeichnen, da durch die Arbeiten der Historiker Konstantinos Paparrigopoulos und Spyridon Zambelios die Frage nach der Kontinuität der griechischen Geschichte mehr in den Vordergrund gerückt und dadurch eine größere Würdigung neugriechischer Traditionen und Mundarten erreicht wurde. Dimitrios Vernardakis, der wie Kontos Professor für klassische Philologie an der Universität Athen war, empfahl, die Volkssprache von allen ihr aufgepfropften hochsprachlichen Wörtern zu befreien, allerdings schrieb er seine Empfehlung selbst in Hochsprache. Mit der Beteiligung zweier berühmter Sprachwissenschaftler, Ioannis Psycharis’ (1854–1929) auf Seiten der Dimotiki und des Begründers der neugriechischen Sprachwissenschaft, Georgios N. Chatzidakis (1848–1941), auf Seiten der gelehrten Sprache, steuerte das griechische Sprachproblem allmählich auf seinen Höhepunkt zu.

### Der „sprachliche Bürgerkrieg“ um 1900
Psycharis’ Manifest „Meine Reise“ (Το ταξίδι μου To taxídi mou, 1888) gab mit seinen radikalen, stark regularisierten Vorstellungen von der Volkssprache dem Demotizismus neuen Auftrieb, belebte die Diskussion der Sprachfrage und läutete drei Jahrzehnte der erbitterten, ja teilweise bürgerkriegsähnlichen Auseinandersetzungen um die Sprache in Griechenland ein. Der Streit hatte endgültig die Grenzen akademischer Streitschriften und gelehrter Studierstuben verlassen und nahm in der Öffentlichkeit immer größere Dimensionen an.

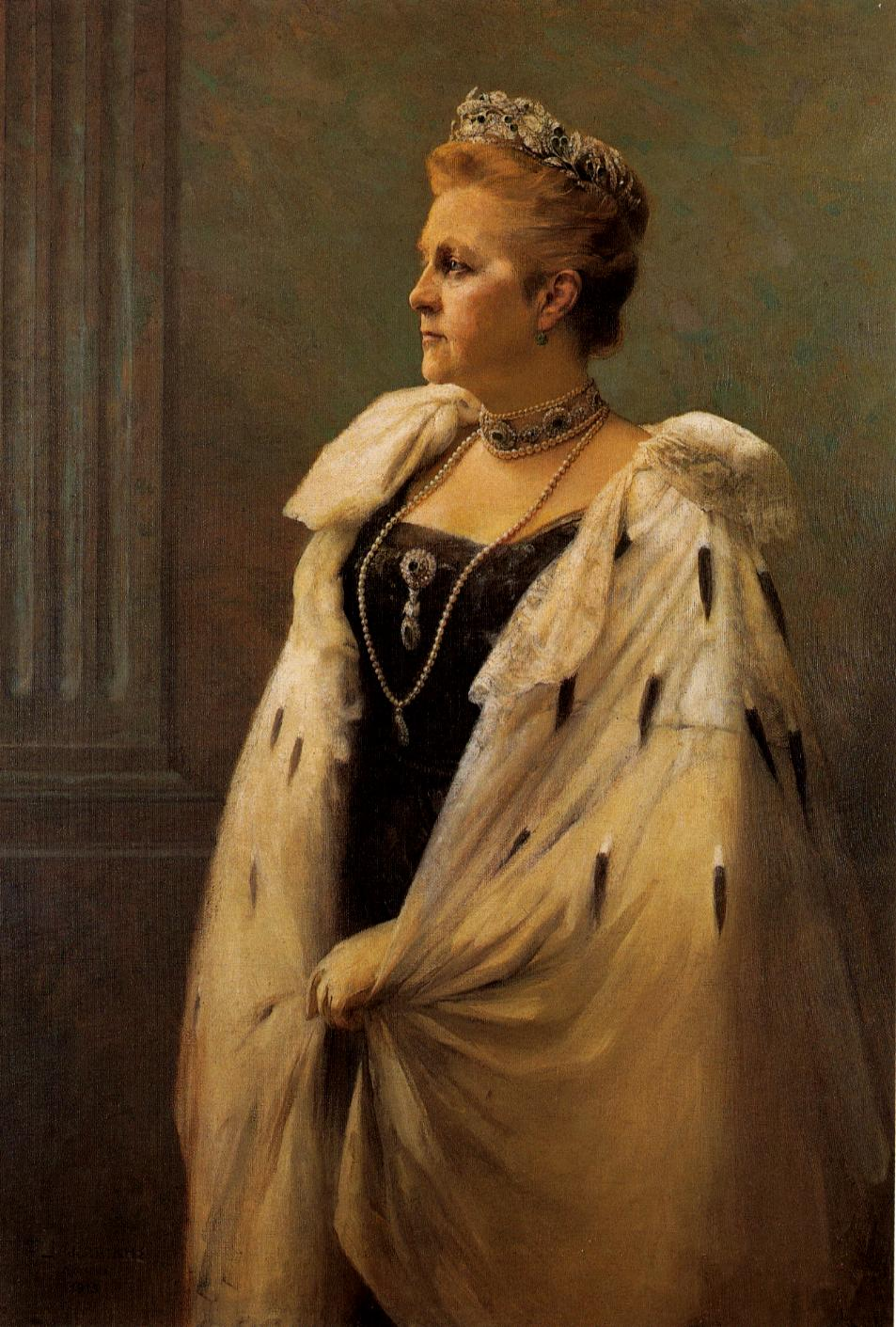
Königin Olga von Griechenland unterstützte die Übersetzung der Evangelien in die Volkssprache.

Vertreter der Katharevousa beschimpften Demotizisten als „μαλλιαροί“ (Langhaarige), „ἀγελαῖοι“ (Herdentiere) und „χυδαϊσταί“ (Vulgärsprachler), während die Anhänger der Volkssprache ihre Widersacher umgekehrt als „γλωσσαμύντορες“ (Sprachverteidiger), „σκοταδιστές“ (etwa: in geistiger Finsternis Lebende), „ἀρχαιόπληκτοι“ (Altertümler), „μακαρονισταί“ (= Nachahmer eines übertrieben antikisierenden Sprachstils) oder „συντηρητικοί“ (Reaktionäre, Konservative) bezeichneten. Auch beschuldigten die hochsprachlichen Puristen die Demotizisten des Bolschewismus und einer panslawistischen Gesinnung, während sie sich selbst für die wahren Erben der griechischen Antike hielten. Trauriger Höhepunkt dieser Entwicklung waren die Ausschreitungen, die als Reaktion auf die Übersetzung der Evangelien (1901) sowie der Übersetzung und Aufführung der Orestie (1903) in die neugriechische Volkssprache stattfanden und sogar Todesopfer sowie den Rücktritt der Regierung Theotokis zur Folge hatten. Während die einen die Volkssprache als natürliche Nationalsprache in allen Bereichen etablieren wollten und sich als Vollzieher eines neugriechischen Emanzipations- und Mündigkeitsprozesses sahen, empörten sich die anderen über die Blasphemie und Dekadenz, die in ihren Augen die Übersetzung des Gotteswortes oder altehrwürdiger Tragödien in die vulgäre Sprache des Pöbels darstellte. Das Bildungssystem war nach wie vor in einem erschreckenden Zustand und völlig uneffektiv: Die Kinder hatten größte Schwierigkeiten, sich in der ihnen nicht vertrauten Hochsprache auszudrücken, und wurden somit in der Schule sprachlich nicht gefördert, sondern gehemmt. Einzig die Mädchenschule von Volos ragt aus der tristen Bildungslandschaft in Griechenland am Beginn des 20. Jahrhunderts heraus: Der liberale Pädagoge Alexandros Delmouzos etablierte dort die Dimotiki als Unterrichtssprache und konnte Erfolge wie beispielsweise deutlich gesteigerte Leistungen und Freude am Lernen seitens der Schülerinnen erzielen. Konservativen und klerikalen Kreisen war eine solche liberale Vorgehensweise jedoch ein Dorn im Auge, und sie protestierten so massiv gegen die „modernen Sitten“ der Mädchenschule von Volos, dass die Schule geschlossen werden musste und Alexandros Delmouzos wegen Unsittlichkeit gerichtlich verurteilt wurde.

### Erste Erfolge der Liberalen

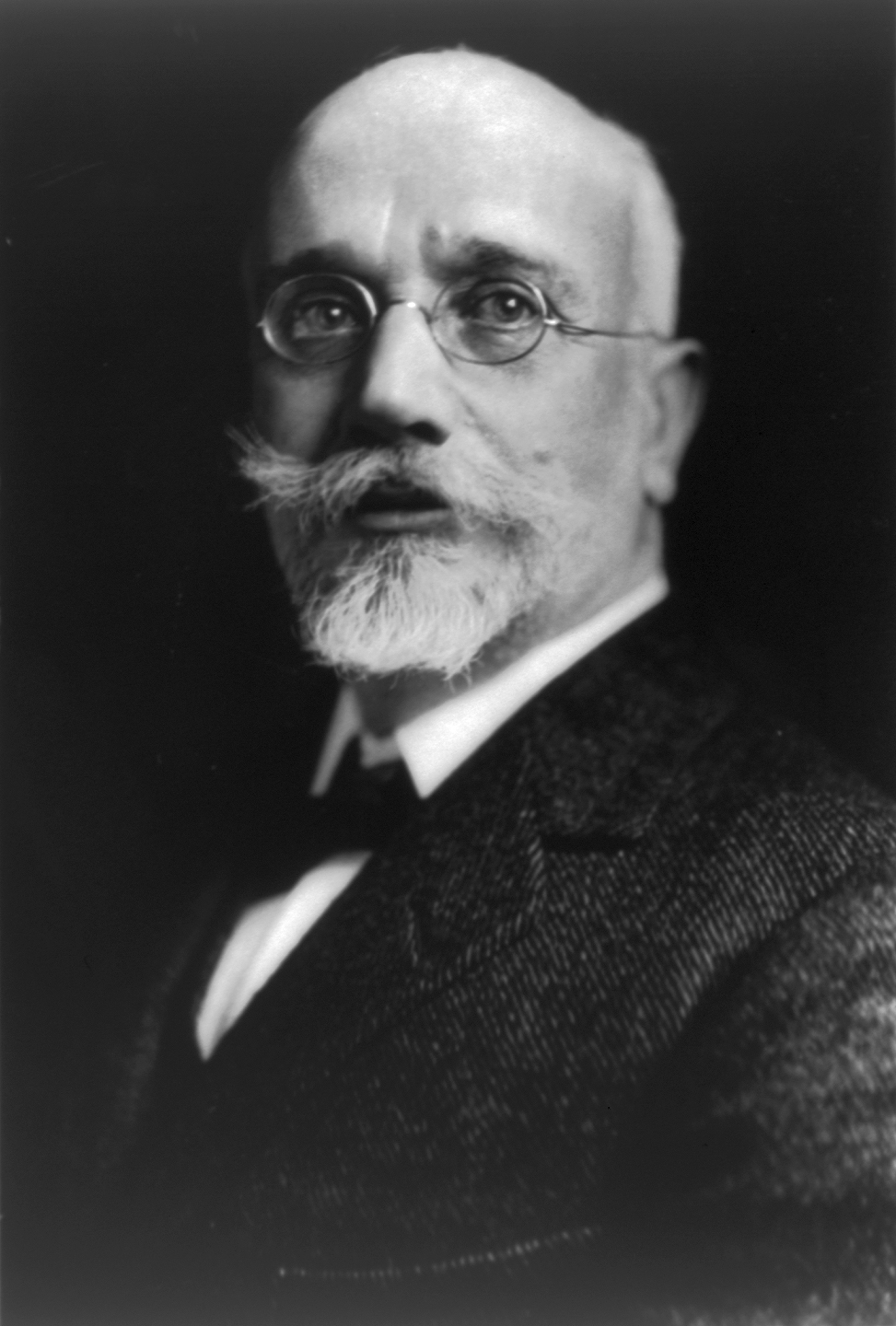
Eleftherios Venizelos führte als Premierminister 1917 erstmals die Volkssprache in den Grundschulen ein.

Erst mit der Gründung der „Gesellschaft für Erziehung“ (Εκπαιδευτικός Όμιλος, 1910) konnten gemäßigt-liberale Kreise um Manolis Triantaphyllidis, Alexandros Delmouzos und Dimitrios Glinos, die sich ebenso stark von der Katharevousa wie von extremen Dimotiki-Standpunkten wie dem Psycharismus abgrenzten, einen Teilerfolg erzielen. Im Artikel 107 der griechischen Verfassung, der am 11. Februar 1911 verabschiedet wurde, hieß es:

„Offizielle Sprache des Staates ist jene, in der die Verfassung und die Texte der griechischen Gesetzgebung verfasst sind. Jede Aktion, die auf die Korrumpierung dieser Sprache abzielt, ist verboten.“

Der damalige griechische Premierminister Eleftherios Venizelos erklärte sich selbst zwar zum Demotizisten und wies darauf hin, dass die unklare Formulierung des Artikels eine Auslegung erlaube, die auch die Dimotiki dulde (man müsse ja nur Gesetze in der Dimotiki schreiben, dann wäre dem Artikel Genüge getan und die Dimotiki de facto offizielle Staatssprache), auch verankerte er die Volkssprache von 1917 bis 1920 erstmals gesetzlich als Unterrichtssprache der drei untersten Volksschulklassen. Letztendlich blieben diese Aktionen jedoch ein Tropfen auf dem heißen Stein, da bis 1975 Gesetze in Kraft waren, die eine breitere Verwendung der Volkssprache entscheidend erschwerten. So blieb der Artikel 107, der auch als der „große Kompromiss“ (μεγάλος συμβιβασμός) in die neugriechische Geschichtsschreibung eingegangen ist, für die Anhänger der Volkssprache eine Enttäuschung. Immerhin verlor die Katharevousa zusehends ihre extremen attizistischen Merkmale und näherte sich der Volkssprache wieder etwas an.

### Die Sprachfrage nach dem Ersten Weltkrieg
1917 hatte die Dimotiki erstmals Einzug ins griechische Bildungssystem gehalten, als sie zur Unterrichtssprache der Volksschule erklärt wurde; in den folgenden Jahrzehnten wurde sie jedoch mehrmals zwischenzeitlich von der Katharevousa wieder zurückgedrängt. Unverändert blieb die Situation dagegen bei höheren Schulen und überhaupt der ganzen staatlichen Verwaltung, den Gerichten, den Universitäten, der Armee und der Kirche, wo die Hochsprache nach wie vor die alleinige offizielle Sprache war. Erst allmählich gelang es der Dimotiki, außerhalb der Grundschulen im staatlichen Bereich an Einfluss zu gewinnen, wofür der Sprachwissenschaftler Manolis Triantaphyllidis (1883–1959) entscheidende Arbeit leistete. Ein wichtiger Meilenstein auf dem Weg der staatlichen Emanzipation der Volkssprache war Triantafyllidis’ Grammatik des Neugriechischen (Νεοελληνική γραμματική [της δημοτικής], 1941), das auf Jahrzehnte hin als Standardwerk neugriechischer Sprachwissenschaft galt, in 14 Sprachen übersetzt wurde und heute noch aufgelegt wird.

### Das Ende des Sprachstreits
1964 wurden von der Zentrumspartei in Griechenland erstmals Dimotiki und Katharevousa zu gleichberechtigten Schulsprachen erklärt, jedoch verblieben höhere Bildungswege de facto nach wie vor unter dem ungebrochenen Einfluss der Hochsprache. Die Militärdiktatur (1967–1974) erklärte 1967 die Katharevousa schließlich noch einmal zur Amtssprache und drängte die Dimotiki wieder auf die ersten vier Schuljahre zurück. Noch nach der Zeit der Militärdiktatur, 1975, enthielt die griechische Verfassung keinen Hinweis auf die offizielle Staatssprache; erst am 30. April 1976 endete die Epoche des staatlichen Sprachpurismus in Griechenland endgültig, als die Regierung Karamanlis mit dem Bildungsminister Rallis die Dimotiki zur alleinigen Unterrichtssprache erhob. Wenige Monate später wurde noch ein Rundschreiben über den Gebrauch der Dimotiki in allen öffentlichen Verlautbarungen und Dokumenten nachgelegt und damit das Ende einer jahrhundertealten Diglossie eingeläutet. Der Gesetzestext zur Etablierung der Volkssprache wurde allerdings bezeichnenderweise noch in Katharevousa abgefasst. 1982 wurde schließlich die polytonische Rechtschreibung abgeschafft und das monotonische System, das nur noch einen Akzent kennt, als für die Schulen verbindlich festgelegt. Heute ist die Volkssprache die Amtssprache Griechenlands (sowie Zyperns und der Europäischen Union), wobei jedoch zahlreiche lexikalische, grammatikalische und phonetische Elemente der Katharevousa Eingang in die Alltagssprache gefunden und die Dimotiki auf eine nunmehr wenig problematische Art und Weise bereichert haben. Der Sprachstreit spielt heutzutage in Griechenland keine Rolle mehr; nur die griechisch-orthodoxe Kirche verwendet in offiziellen Dokumenten und in der Liturgie nach wie vor die Hochsprache und erkennt volkssprachliche Übersetzungen der Bibel nicht als offiziell an. Besuchern des Mönchsstaats Athos wird nach wie vor eine Aufenthaltserlaubnis ausgehändigt, die in extremer Hochsprache abgefasst ist. Darüber hinaus gab es um das Jahr 2000 herum vereinzelt noch Universitätsprofessoren, die ihre Vorlesungen in Katharevousa hielten und hochsprachlich abgefasste Arbeiten der Studenten besonders lobten.

## Die Sprachfrage in der Literatur
Zahlreiche Literaten äußerten sich implizit oder explizit in ihren Schriften zur griechischen Sprachfrage; waren sie doch von sprachlichen Statusfragen und rigider staatlicher Sprachpolitik betroffen und in ihrem Schaffen unmittelbar beeinflusst. Die parallel zum Sprachstreit stattfindende literarische Entwicklung in Griechenland lässt sich natürlich nicht als von der Politik vollkommen abgekoppeltes System beschreiben, doch verdienen es einige literaturgeschichtliche Aspekte, gesondert dargestellt zu werden.

### Athener und Ionische Schule
Nach der Staatsgründung 1830 lassen sich über mehrere Jahrzehnte zwei große, unterschiedliche Linien in der griechischen Literaturlandschaft erkennen: Einerseits die Athener Schule (Athener Romantik) um Panagiotis und Alexandros Soutsos, die stark von den Phanarioten in Konstantinopel beeinflusst wurde, in der neuen Hauptstadt Athen zentriert war und weitgehend das reinsprachliche und neoklassizistische Gepräge des jungen Staates ab den 1840er Jahren auch in der Literatur vermittelte; andererseits die Ionische Schule der heptanesischen Dichter um Dionysios Solomos und Aristotelis Valaoritis, die ihren lokalen, volkssprachlichen Dialekt als Schriftsprache pflegten und deren Heimatinseln zunächst noch nicht dem neugriechischen Staat angehörten und daher nicht dem geistigen Sog der Hauptstadt Athen ausgesetzt waren. Letztere – wie zum Beispiel der Nationaldichter Solomos (dessen Hymne an die Freiheit zur griechischen Nationalhymne erhoben wurde) – zählen heute zu den wichtigsten neugriechischen Lyrikern, während die Vertreter der Athener Schule einen nicht annähernd so großen literaturwissenschaftlichen Status genießen. Im 19. Jahrhundert behielt jedoch die Katharevousa als offizielle Literatursprache in Griechenland zunächst die Oberhand. Die Dichterwettbewerbe von 1851 bis 1870 ließen nur die Katharevousa als einzige Sprache der Lyrik zu. Interessant ist der sprachliche Wandel, den einige Schriftsteller der Athener Schule wie Panagiotis Soutsos oder Alexandros Rizos Rangavis vollzogen: Sie begannen mit der Dimotiki und endeten in der strengen archaischen Form. Rangavis überarbeitete beispielsweise 1837 seine eigene Erzählung Frosyni (Φρωσύνη), indem er sie sprachlich archaisierte.

### Sprachsatiren

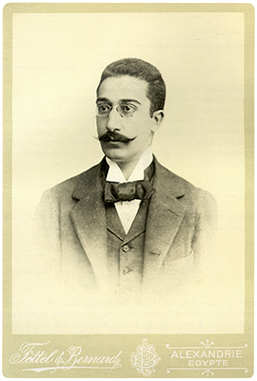
Nahezu alle bedeutenden neugriechischen Lyriker des 20. Jahrhunderts, wie Konstantinos Kavafis, schrieben in der Volkssprache

Einige Schriftsteller parodierten die Sprachfrage auch in ihren Werken, indem sie etwa Figuren mit extrem antikisierender und völlig überzeichneter Ausdrucksweise Vertretern des einfachsten Volkes gegenüberstellten. Berühmte Satiren mit Bezug zur Sprachfrage sind aus der Zeit der griechischen Aufklärung beispielsweise Der Traum (Το όνειρο, Autor nicht geklärt), Der gelehrte Reisende (Ο λογιότατος ταξιδιώτης von Ioannis Vilaras, veröffentlicht 1827) oder die Komödie Korakistika (Τα κορακίστικα von Iakovos Rhizos Nerulos 1813). Doch auch viel später, als sich die Dimotiki schon allmählich zu emanzipieren begann, nahmen Literaten auf satirische Weise Bezug zum Sprachproblem. So beispielsweise Georgios Vizyinos, der in seinem Werk „Διατί η μηλιά δεν έγεινε μηλέα“ (1885) ironisch davon berichtet, wie er als kleiner Schuljunge in Anwesenheit seines Lehrers nicht das „normale“ Wort für Apfelbaum (μηλιά miljá) verwenden durfte, sondern zur entsprechenden Katharevousa-Form (μηλέα miléa) gezwungen und bei Zuwiderhandlung geschlagen wurde. Auch Pavlos Nirvanas äußerte sich in seiner Sprachlichen Autobiographie (Γλωσσική αυτοβιογραφία, 1905), bei der wie bei Vizyinos das Verhältnis des echt autobiographischen und des fiktiven Anteils unklar ist, satirisch zum Sprachproblem, indem er in Ich-Erzählung den Werdegang eines jungen Mannes beschreibt, der immer mehr der Faszination der Hochsprache erliegt und zum extrem attikisierenden Gelehrten aufsteigt. Auch wenn seine gelehrten Reden nur von wenigen verstanden werden, so wird er doch ob seiner Ausdrucksfähigkeiten bewundert. Erst die Begegnung mit einigen schönen Mädchen aus dem Volk lassen ihn an seinem sprachlichen Weltbild zweifeln, denn statt ῥῖνες rínes, ὄμματα ómmata, ὦτα óta und χεῖρες chíres – im Deutschen etwa: Häupter, Antlitze, Gesichtserker … – sieht er im Geiste plötzlich nur noch ihre zarten μύτες mýtes, μάτια mátja, αυτιά aftjá und χέρια chérja – ganz „natürliche“ Nasen, Augen, Ohren und Hände – und wendet sich in der Folge vom Wahn der Hochsprache ab.

### Der Sieg der Volkssprache in der Literatur
Gegen Ende des 19. Jahrhunderts wandten sich immer mehr Schriftsteller der Volkssprache zu, und besonders seit der Generation von 1880 war der Siegeszug der Volkssprache in der Literatur nicht mehr aufzuhalten. Während Prosawerke zunächst noch in Katharevousa, aber mit Dialogen in Dimotiki geschrieben wurden (so z. B. die Erzählungen von Georgios Vizyinos und Alexandros Papadiamantis), sagte sich die Lyrik ab den 1880er-Jahren von der zwar technisch-wissenschaftlich kreativen, aber lyrisch schwachen, verknöcherten Katharevousa los. Vor allem Kostis Palamas (oder auch Kostas Krystallis) fällt eine führende Rolle bei der Etablierung der Volkssprache in der Lyrik zu. Ab etwa 1910 bis 1920 zog die Prosa nach. Nahezu das gesamte literarische Schaffen im Griechenland des 20. Jahrhunderts erfolgte schließlich in der Volkssprache, freilich mit mehr oder weniger stark ausgeprägten hochsprachlichen Einflüssen und Veredelungen; einzelne avantgardistische Schriftsteller griffen durchaus immer wieder auf die Katharevousa zurück, so etwa die Surrealisten Andreas Embirikos und Nikos Engonopoulos. An der Dichtung von Kostas Karyotakis wurde von Kritikern der Generation der 30er Jahre bemängelt, dass sie nicht in „reiner“ Volkssprache geschrieben war, sondern hochsprachliche Wörter enthielt.

## Resümee

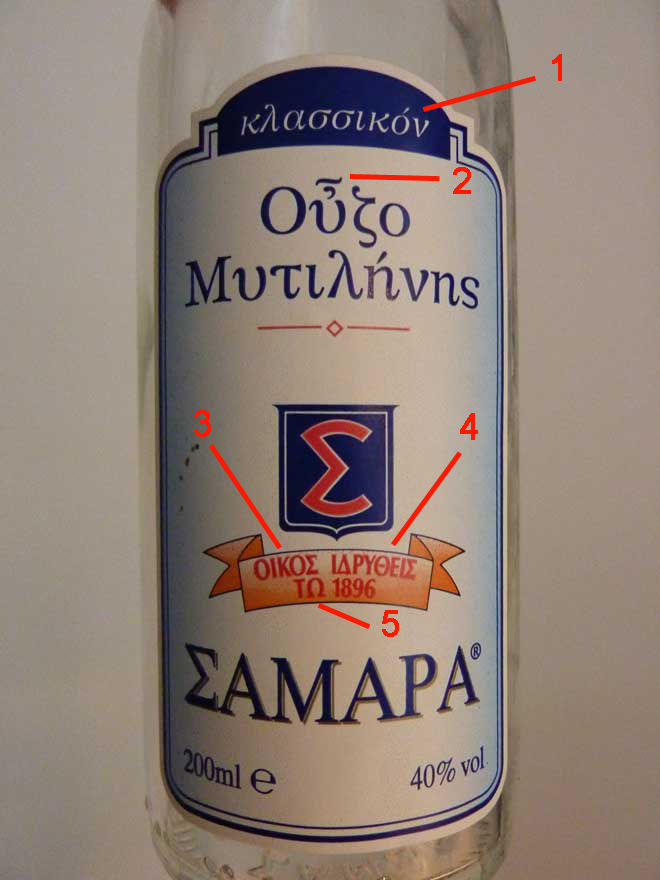
Hochsprachliche Elemente auf dem Etikett einer Ouzoflasche:
1. Adjektiv κλασσικόν: mit Endung -ν
2. Polytonische Schreibweise: Οὖζο
3. Wortschatz: οίκος
4. Partizip Aorist Passiv: ιδρυθείς
5. Dativ (vor) der Jahreszahl 1896: ΤΩ

Hochinteressant ist die Frage, welche Sprachform letztendlich siegreich aus dem langen Streit hervorgegangen ist. Wenngleich die Dimotiki seit nunmehr über 30 Jahren gesetzlich als die einzige Sprache Griechenlands etabliert ist, lässt sich diese Frage dennoch nicht eindeutig zu ihren Gunsten beantworten. Denn nicht nur leben zahlreiche hochsprachliche Wörter und Sprachstrukturen im heutigen Neugriechisch weiter; die Wissenschaft tendiert heute auch dazu, die alte Frage, ob Altgriechisch und Neugriechisch ein und dieselbe oder zwei völlig verschiedene Sprachen seien, dahingehend zu beantworten, dass es sich eher um eine Sprache denn um zwei handelt. In einem passenden Kontext ließen sich auch heute homerische Wörter verwenden, die es im Neugriechischen „nicht gibt“. Mit dieser Auffassung, die einen seit Homer kontinuierlichen griechischen Sprachpool postuliert, wäre den Vertretern der Hochsprache, die im Gegensatz zu den Demotizisten die Existenz einer vom Altgriechischen völlig verschiedenen neugriechischen Sprache immer leugneten, posthum indirekt Recht gegeben.
Als wichtiges Ergebnis bleibt überdies festzuhalten, dass der Sprachstreit nicht ausschließlich negative Folgen hatte:
„Man sollte sich aber kein falsches Bild von der Situation machen, denn die Entwicklung des Griechischen im 20. Jh. (und insb. in seiner zweiten Hälfte) ist ein ausgezeichneter Beweis dafür, daß dieser Kampf um die Sprache Land und Gesellschaft im 19.–20. Jh. zwar Schaden zugefügt hat, aber gleichzeitig das Herauskommen aus einem mehrere Jahrhunderte währenden Zwiespalt erzwang; er beschleunigte einen Mündigkeitsprozeß, durch den die volkssprachliche Grundlage mit den hochsprachlichen Elementen schließlich zusammenwuchs, was zu einer Gemeinsprache führte (Νεοελληνική κοινή/Standard Modern Greek), die vielleicht kraftvoller und ausdrucksstärker ist als je zuvor.“